# Massacro di animali domestici nel Regno Unito
Con massacro di animali domestici nel Regno Unito si intendono una serie di eventi avvenuti nel 1939 in cui oltre 750.000 animali da compagnia vennero abbattuti in preparazione all'imminente carenza di cibo dovuta alla seconda guerra mondiale.

## Prima della guerra

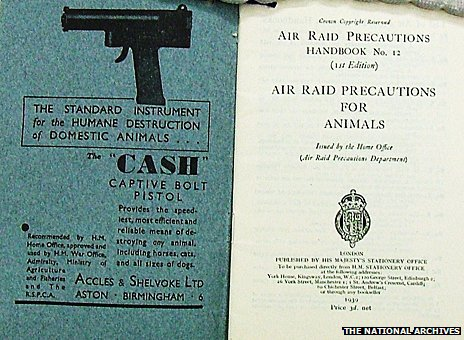
Advice to Animal Owners

Nel 1939, il governo britannico formò il "National Air Raid Precautions Animals Committee" (NARPAC), branca dell'Air Raid Precautions, per decidere come comportarsi con gli animali domestici nel caso dell'inevitabile scoppio della guerra. Il comitato era preoccupato che nel caso il governo avesse dovuto prendere la decisione di razionare il cibo, i proprietari si sarebbero trovati di fronte alla scelta di dividere le loro razioni con i propri animali domestici o lasciarli morire di fame. In risposta a questa paura, il NARPAC pubblicò un opuscolo intitolato Advice to Animal Owners (lett. "Consigli per i proprietari di animali"), in cui suggeriva di spostare gli animali domestici dalle grandi città alle campagne. L'opuscolo concludeva affermando che: "Se non si è in grado di affidare gli animali ad un vicino, la soluzione migliore è lasciare che vengano soppressi". L'opuscolo conteneva inoltre una pubblicità per una pistola per bestiame che prometteva di abbattere gli animali nel modo più umano possibile.

## Inizio della guerra
Nel periodo in cui la guerra fu dichiarata nel 1939, moltissimi proprietari di animali domestici si riversarono nelle cliniche veterinarie per far sopprimere i propri animali domestici. Diversi gruppi di veterinari come il PDSA e l'RSPCA erano spesso contrari all'applicazione di misure tanto drastiche, ma nonostante questo nei primi giorni dallo scoppio della guerra le cliniche vennero inondate di proprietari di animali domestici. La fondatrice del PDSA Maria Dickin disse: "I nostri dottori che sono chiamati a svolgere questo infelice compito non dimenticheranno mai la tragedia di quei giorni".
Quando Londra fu bombardata nel settembre del 1940, si ebbe una nuova ondata di persone pronte a sacrificare i propri animali domestici, ritenendo inappropriato il 'lusso' di possedere un animale domestico davanti a ciò che stava accadendo.

### Opposizione
Battersea Dogs & Cats Home, uno dei maggiori rifugi per animali del Regno Unito, in controtendenza con le indicazioni del Governo, si occupò di nutrire e accudire 145.000 cani durante il corso del conflitto, e fornì un terreno a Ilford da usare come cimitero per animali domestici, dove "furono sepolti circa 500.000 animali, molti dei quali morti durante la prima settimana della guerra". Una famosa oppositrice dell'abbattimento indiscriminato degli animali domestici fu Nina Douglas-Hamilton, duchessa di Hamilton e amante dei gatti, che pubblicizzò una campagna contro l'uccisione degli animali e creò il proprio rifugio per cani e gatti in un hangar a Donhead St Andrew, nella contea di Wiltshire.

## Conseguenze
Secondo le stime oltre 750.000 animali domestici vennero uccisi nel corso dell'evento. Molti dei proprietari, superata la paura dei bombardamenti e della mancanza di cibo, si pentirono di aver ucciso i propri animali domestici e accusarono il governo di aver dato il via ad una forma di isteria collettiva.